# Number 1 (Manowar)
Number 1 è un singolo della band heavy metal Manowar, è stato pubblicato nel 1996.

## Tracce
1. Number 1
2. Blood of My Enemies (live)
3. Kill with Power (live)

## Formazione
- Ross the Boss - chitarra
- Joey DeMaio - basso
- Scott Columbus - batteria
- Eric Adams - voce